# الحزب القومي السوداني
الحزب القومي السوداني المتحد وهو عبارة عن تجمع لأحزاب جبال النوبة الأربعة :
1. الحزب القومي السوداني الحر بقيادة الأسقف فيليب عباس غبوش.
2. الحزب القومي السوداني بقيادة بروفسير الأمين حمودة.
3. الحزب القومي السوداني (القيادة الجماعية) بقيادة محمد حماد كوة.
4. اتحاد عام جبال النوبة بقيادة الأستاذ يوسف عبد الله جبريل.
وقد تم توحيد الحزب في مؤتمر كاودا الشهير عام 2002 م.